# تپه سفید خمک
تپه سفید خمک مربوط به دوره اشکانیان - دوران‌های تاریخی پس از اسلام است و در شهرستان زابل، بخش شهرکی و نارویی، روستای خمک واقع شده و این اثر در تاریخ ۱۷ اسفند ۱۳۸۱ با شمارهٔ ثبت ۷۷۱۴ به‌عنوان یکی از آثار ملی ایران به ثبت رسیده است.